# Hrvatski malonogometni kup 2009./10.
Hrvatski malonogometni kup za sezonu 2009./10. je drugi put zaredom osvojio Nacional iz Zagreba.

## Rezultati

### Osmina završnice
| klub1                       | rez. | klub2                            |
| --------------------------- | ---- | -------------------------------- |
| OVB Allfinanz Zagreb        | 3:7  | Nacional Zagreb                  |
| Square Dubrovnik            | 1:3  | Kijevo Knin                      |
| Petrinjčica Idis (Petrinja) | 2:7  | Potpićan 98 ABS                  |
| Renault Auto Krešo Krapina  | 13:2 | Lika Šport (Gospić – Lički Osik) |
| Grobnik Čavle               | 1:8  | Mejaši Split                     |
| Porto Tolero Ploče          | 3:0  | Sokoli Samobor                   |
| Inero Split                 | 5:2  | Uspinjača Zagreb                 |
| Virovitica                  | 1:4  | Split Brodosplit Inženjering     |

### Ćetvrtzavršnica
| klub1                      | rez.     | klub2                        |
| -------------------------- | -------- | ---------------------------- |
| Renault Auto Krešo Krapina | 4:4, 1:5 | Porto Tolero Ploče           |
| Potpićan 98 ABS            | 0:7, 4:4 | Nacional Zagreb              |
| Inero Split                | 3:3, 3:1 | Split Brodosplit Inženjering |
| Kijevo Knin                | 7:3, 5:1 | Mejaši Split                 |

### Poluzavršnica
| klub1       | rez.     | klub2              |
| ----------- | -------- | ------------------ |
| Kijevo Knin | 2:3, 3:5 | Nacional Zagreb    |
| Inero Split | 7:2, 3:4 | Porto Tolero Ploče |

### Završnica
| klub1       | rez.     | klub2           |
| ----------- | -------- | --------------- |
| Inero Split | 2:4, 0:0 | Nacional Zagreb |

## Poveznice
- Prva hrvatska malonogometna liga 2009./10.
- Druga hrvatska malonogometna liga 2009./10.